# منتخب مقدونيا لكرة الطائرة للرجال
منتخب مقدونيا لكرة الطائرة للرجال  هو ممثل مقدونيا الشمالية الرسمي في المنافسات الدولية في كرة طائرة في فئة كرة الطائرة للرجال.